# Teresa Andersen
Teresa Andersen (Santa Clara) is een Amerikaanse syncroonzwemster. Andersen won alle drie de titels tijdens het Wereldkampioenschappen synchroonzwemmen 1973; solo, duet en team.

## Levensloop
Halverwege de jaren zeventig domineerde Andersen het Amerikaanse synchroonzwemmen en won ze de Amerikaanse juniorentitels in de duet- (1970) en solo- (1971) routines; de Amerikaanse seniorentitels in de indoor teamcompetitie (1969, 1972, 1973), indoor solo (1973), indoor duet (1973), outdoor teamcompetitie (1969-1973) en outdoor duetcompetities (1972, 1973); en de Canadese Open Kampioenschappen in 1972 (solo, duet, figuren, team). Tijdens de  Wereldkampioenschappen synchroonzwemmen 1973 werdel de alle drie de gouden beschikbare medailles gewonnen, alleen de Canadese Carolyn Waldo lukte dit in 1986. Hierna ging ze met pensioen om bondscoach te worden van het West-Duitse nationale team (1974) en vervolgens bondscoach van Zuid-Afrika (1976, 1979). Voordat ze met pensioen ging, hielp ze het synchroonzwemmen te populariseren via tentoonstellingen op de Expo van 1970 en de Olympische Spelen van 1972. In 1986 werd Andersen opgenomen in de International Swimming Hall of Fame.